# Agneaux
Agneaux [aɲo:] ist eine französische Gemeinde im Département Manche in der Region Normandie. Sie ist dem Kanton Saint-Lô-1 und dem Arrondissement Saint-Lô zugeteilt.

## Geografie
Die Straßen- und Wohnsiedlung mit 4266 Einwohnern (Stand 1. Januar 2022) liegt in einer nach Osten ausgreifenden Flussschleife der Vire unmittelbar westlich der Stadt Saint-Lô. Sie wird von der Départementsstraße D900 durchquert, die von Saint-Lô nach Coutances führt.

## Geschichte
Beim Bau der Umgehungsstraße von Saint-Lô wurden nach ersten archäologischen Funden Notgrabungen durchgeführt. Dabei zeigte sich eindeutig, dass das Gebiet bereits in prähistorischer Zeit besiedelt war. Die meisten gefundenen Spuren stammen aus der Bronzezeit darunter auch eine große Nekropole. Aber auch Alltagsgegenstände aus dem Mittelalter wurde zu Tage gefördert.

### Toponyme
Der mittelalterliche Ortsname leitet sich vom altfranzösischen Wort Agnel (frz. agneau, dt. „Lamm“) ab. Man nimmt an, dass es einst mal vor Ort eine Schafszucht gab.
In alten Schriften sind auch folgende Derivate des Ortsnamens zu finden:
- Agnels 1056/1066[4]
- Herbertus de Agnes 1056/1066[5]
- Agnels ~1135[6]
- de Agnellis ~1180[6]
- de Agneax ~1210[6]
- Philippus de Agnellis 1218[7]
- ecclesi[a] Sancti Johannis de Agnellis; dominus de Agnellis 1332[8]
- Sanctus Johannes de Agnellis 1351/1352[9]
- Aigneaux 1612/1636,[10] 1677[11]

### Bevölkerungsentwicklung
| Jahr      | 1962 | 1968 | 1975 | 1982 | 1990 | 1999 | 2009 | 2018 |
| --------- | ---- | ---- | ---- | ---- | ---- | ---- | ---- | ---- |
| Einwohner | 1707 | 2308 | 2819 | 3716 | 4173 | 4476 | 4087 | 4051 |

## Sehenswürdigkeiten
- Schloss Château de Sainte-Marie aus dem 13. Jahrhundert, heute Hotel-Restaurant und seit 1974 als Monument historique ausgewiesen[12]
- Bauernhof des Schlosses (Ferme du Château) aus dem 17. Jahrhundert, seit 1946 Monument historique[13]
- Kirche Église Saint-Jean-Baptiste aus dem 19. Jahrhundert mit wieder aufgebautem Turm nach Zerstörung 1944 im Zweiten Weltkrieg
- Zahlreiche archäologische Funde, darunter zwei Gräber aus der Zeit der Merowinger, rund 50 Äxte und andere Artefakte

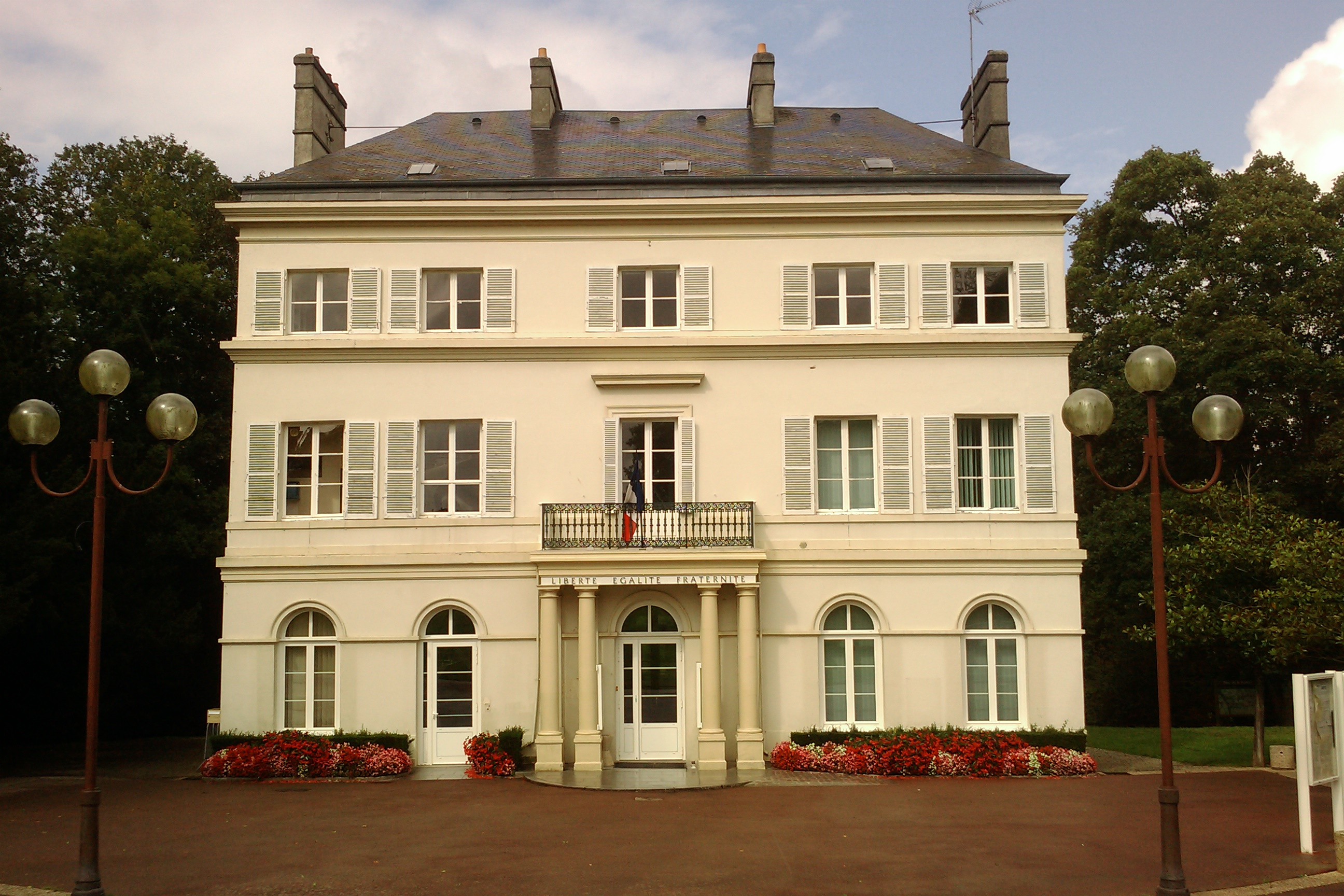
Rathaus (Mairie)
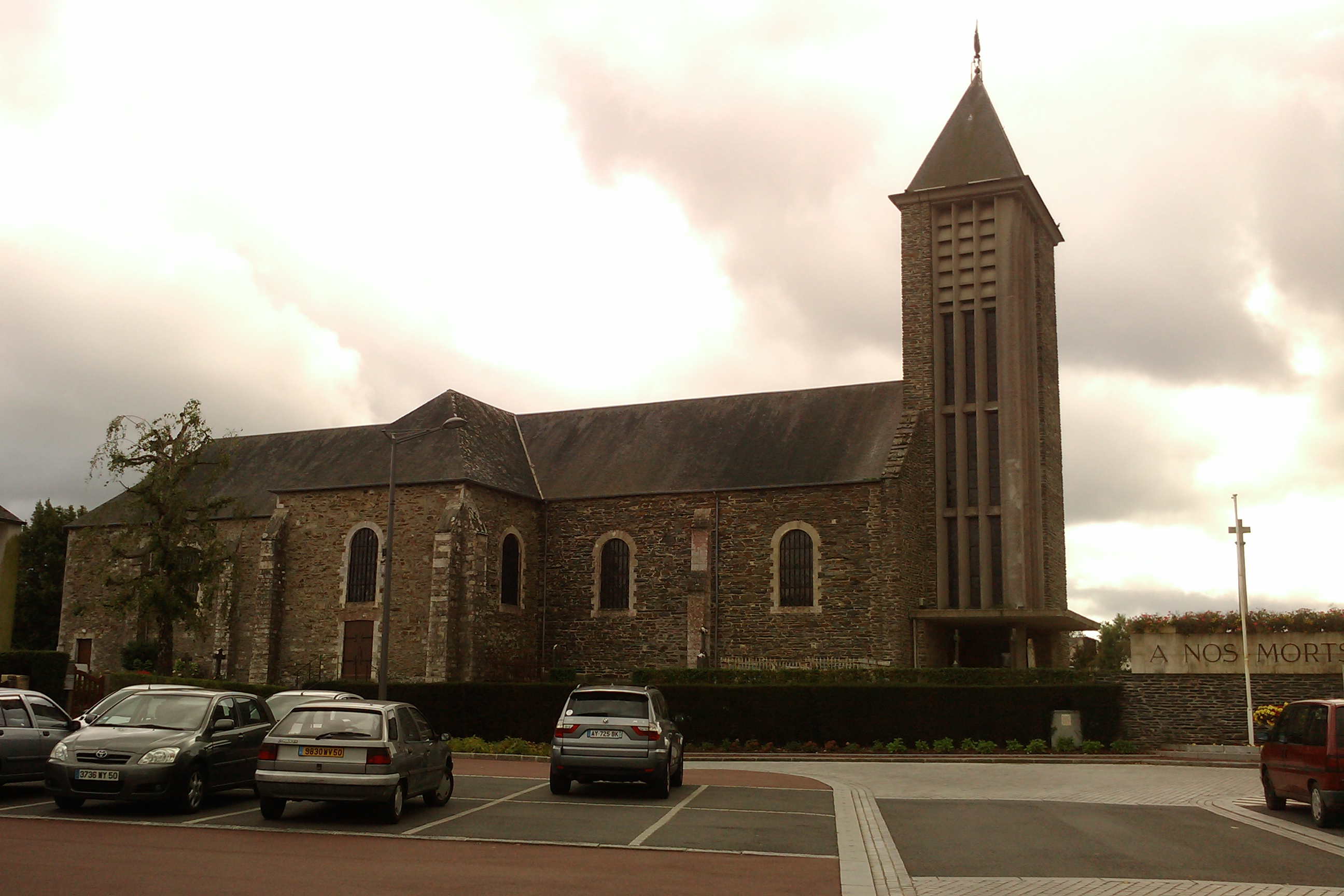
Kirche Saint-Jean-Baptiste
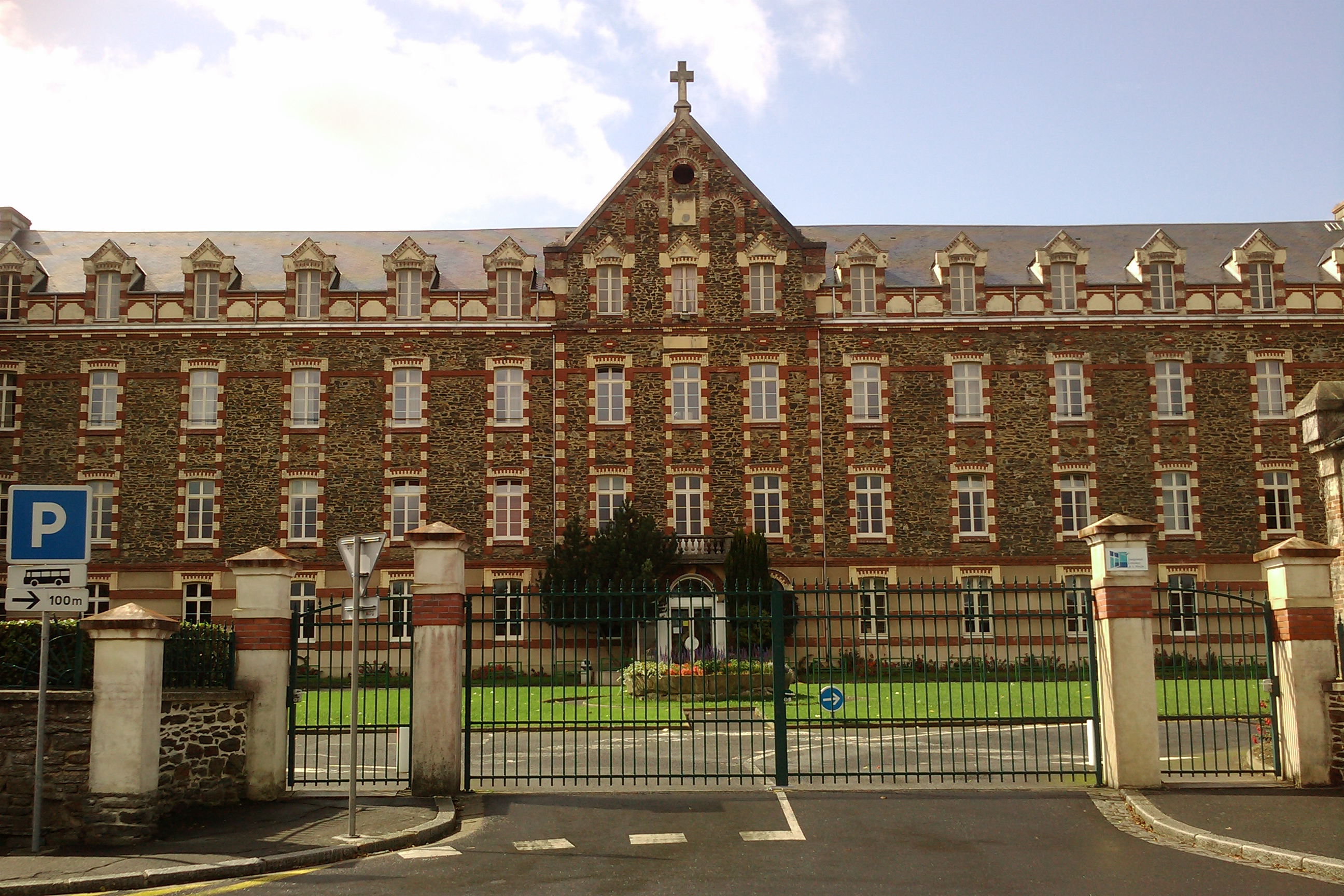
L’Institut Saint-Lô d’Agneaux (Privatschule)
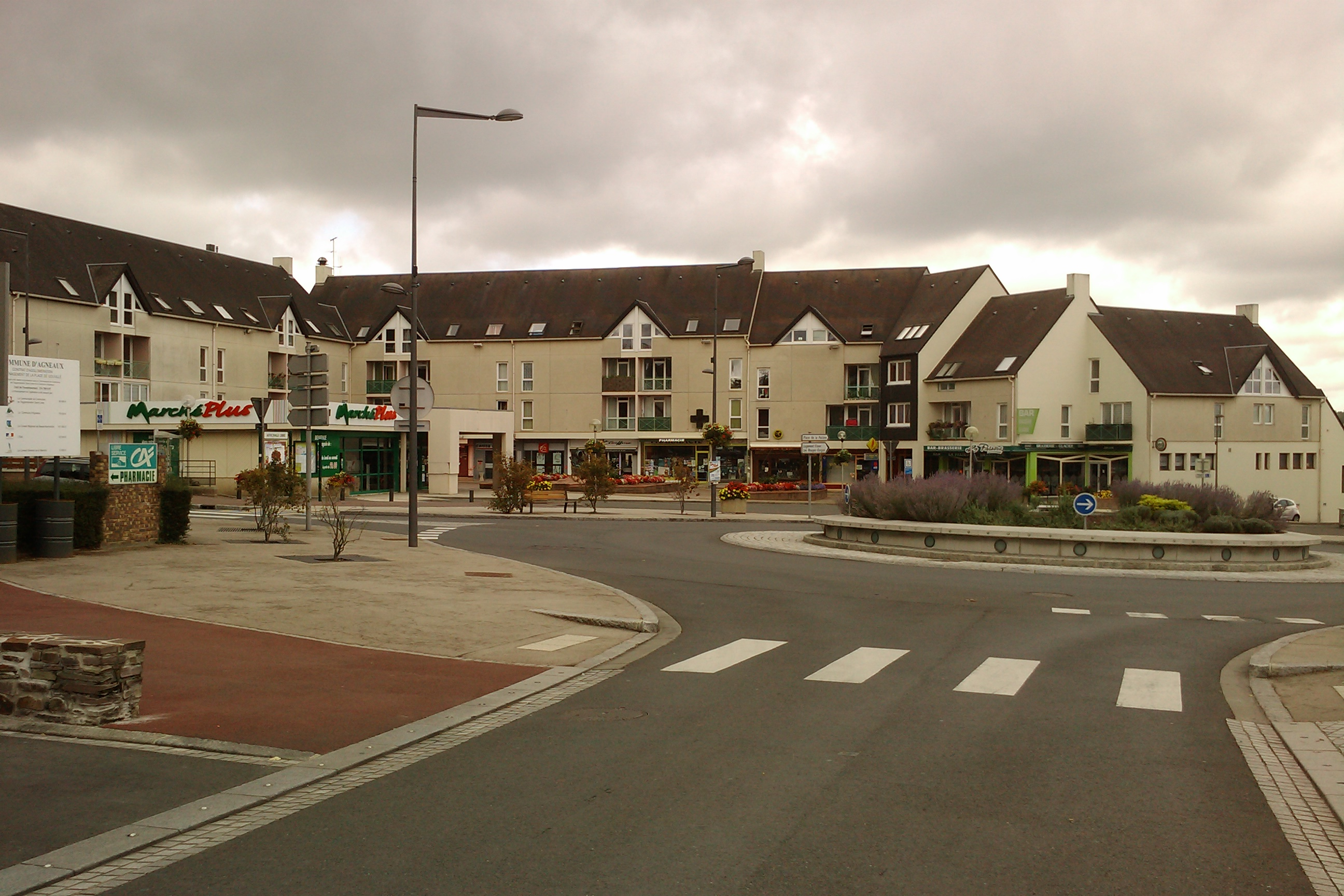
Die Place de la palière bildet heute das Zentrum von Agneaux

## Persönlichkeiten
- der Arzt Julien Le Paulmier de Grantemesnil wurde 1520 in Agneaux geboren.

## Städtepartnerschaften
- Rapoltu Mare, Rumänien seit 1993.[14]
- Bruck an der Großglocknerstraße, Österreich, seit 1994.